# Phonotimpus talquian
Espèce
Phonotimpus talquian est une espèce d'araignées aranéomorphes de la famille des Phrurolithidae.

## Distribution
Cette espèce est endémique du Chiapas au Mexique,. Elle se rencontre vers Unión Juárez.

## Description
Le mâle holotype mesure 2,80 mm et la femelle paratype 2,78 mm.

## Étymologie
Son nom d'espèce lui a été donné en référence au lieu de sa découverte, Ejido Talquián.

## Publication originale
- Chamé-Vázquez, Ibarra-Núñez & Jiménez, 2018 : Redescription of Phonotimpus separatus Gertsch & Davis, 1940 (Araneae: Phrurolithidae) and description of two new species of Phonotimpus from Mexico. Zootaxa, no 4407(2), p. 213-228.